# Carny - Un corpo per due uomini
Carny - Un corpo per due uomini (Carny) è un film drammatico statunitense del 1980 diretto da Robert Kaylor.